# İsmail Yüksek
İsmail Yüksek (* 26. Januar 1999 in İznik, Provinz Bursa) ist ein türkischer Fußballspieler. Er steht seit August 2020 in Diensten des Süper-Ligisten Fenerbahçe Istanbul und ist seit September 2022 türkischer A-Nationalspieler.

## Karriere
Yüksek ist ein 1,83 Meter großer und beidfüßiger Mittelfeldspieler. Er agiert primär als Achter und Zehner im fußballerischen Mittelfeld. Er wird seit 2022 unter dem Fußballtrainer Jorge Jesus auch als Sechser im Mittelfeld eingesetzt.

### Vereine
Yüksek kam 1999 im Ort İznik der marmarischen Provinz Bursa zur Welt. In seiner Kindheit begann er 2011 mit dem Vereinsfußball beim Bursaspor. Danach verbrachte er seine restliche Nachwuchs-Karriere bis 2018 in der Provinz Bursa bei den Vereinen Bursa Merinosspor, Yeşil Bursa, Yildirim Belediyesi Jimnastikspor und Bursa Yıldırım Spor. Im Anschluss seiner Junioren-Karriere wechselte Yüksek mit 19 Jahren im August 2018 in das benachbarte Gölcük zum Viertligisten Gölcükspor und erhielt dort seinen ersten Profivertrag. In seiner ersten Profifußball-Saison 2018/19 spielte er mit seinem Verein bis zum Saisonende gegen den Abstieg. Wobei Yüksek während der Ligasaison mit einem 1:0-Auswärtssiegtor und mit der Zeit mehrheitlich als Startelfspieler etablierte, womit er auch zum Klassenerhalt seines Vereins beitrug. In seiner letzten Saison 2019/20 für den Gölcükspor stieg er mit seinen erzielten Toren zu den Schlüsselspielern auf und trug erneut zum Klassenerhalt bei.
Laut Trainer Sadi Tekelioğlu ist Yüksek der talentierteste Fußballspieler der Türkei des Geburtsjahrgangs 1999. Vor Beginn der Wechselperiode des europäischen Sommers 2020 bekundeten bereits mehrere türkische Süper-Ligisten Interesse an seiner Verpflichtung, unter anderem Trabzonspor und Fenerbahçe Istanbul. Der Fenerbahçe-Sportdirektor Emre Belözoğlu überbot das Ablöseangebot des Trabzonspors, woraufhin Fenerbahçe bereits im Mai 2020 die Transfereinigung mit Gölcükspor und Yüksek zur Saison 2020/21 bekannt gab. Yüksek wechselte für 500.000 Türkische Lira Ablöse und erhielt im August 2020 einen Fünfjahresvertrag, neben der Ablöse erhielt Gölcükspor zwei Fenerbahçe-Nachwuchsspieler auf Leihbasis und das Recht zweimal gebührenfrei das Fenerbahçe-Trainingslager/-resort in Düzce zu nutzen. Bis in den Oktober 2020 kam er beim Fenerbahçe zu keinem Pflichtspieleinsatz und wurde im selben Monat für eine Saison an den Zweitligisten Balıkesirspor verliehen. Er kam dort von Beginn an als Startelfspieler zu Ligaspieleinsätzen.
Im Januar 2021 holte ihn Fenerbahçe frühzeitig aus der Leihe zurück und er kam im selben Monat als Einwechselspieler zu seinem Süper-Lig-Spieldebüt. Die Fenerbahçe-Fußballverantwortlichen entschieden ihn Anfang Februar 2022 erneut zu verleihen, diesmal an den Zweitligisten und Aufstiegsaspiranten Adana Demirspor bis zum Saisonende 2020/21. Nach anfänglichen Startelfeinsätzen konnte er sich nicht etablieren. Danach folgten als Einwechselspieler sporadische Kurzeinsätze und am Saisonende wurde er mit dem Adana Demirspor türkischer Zweitligameister. Am Beginn der Saison 2021/22 kehrte er auf Leihbasis zu seinem ersten Verein Bursaspor aus seiner Jugend-Karrierezeit zurück. Er kam zwischen September 2021 und April 2022 mehrheitlich als Startelfspieler zu Ligaspieleinsätzen. Yüksek konnte mit seinen Toren und Torvorlagen nicht den Abstieg seiner Mannschaft als Ligadrittletzter mit verhindern.
Zur Saison 2022/23 kehrte er von seiner Leihe zum Fenerbahçe zurück und überzeugte in der Sommer-Saisonvorbereitung, woraufhin der neue Cheftrainer Jorge Jesus ihn im Stammkader behielt. Der Fenerbahçe-Cheftrainer setzt auf einen breiten einsatzfähigen Kader, womit Yüksek als Rotationsspieler fungiert und wurde erstmals in seiner Karriere auf der Sechser Position eingesetzt.

### Nationalmannschaft
Im September 2022 wurde Yüksek erstmals für die türkische A-Nationalmannschaft (nach)nominiert für die Länderspiele der UEFA Nations League 2022/23, nach dem verletzungsbedingten Ausfall von Salih Özcan. Gleich im nächstfolgenden Länderspiel am vorletzten Spieltag der UEFA-Nations-League-Gruppenphase kam er beim 2:3-Rückstand gegen Luxemburg als Einwechselspieler zu seinem A-Länderspieldebüt. Im weiteren Spielverlauf kam er auch zu seinem A-Länderspieltordebüt, indem er in der Schlussphase zum 3:3-Endstand egalisierte, wobei er später beinah auch das 4:3 erzielte. Mit seinem Länderspieltor sicherte Yüksek seiner Nationalmannschaft den vorzeitigen Gruppensieg und somit auch den sofortigen Wiederaufstieg in die Liga B der UEFA Nations League.

## Erfolge
- Adana Demirspor
  - Aufstieg in die Süper Lig als Meister der TFF 1. Lig: 2020/21[13]